# Marta Susana Prieto
Marta Susana Prieto de Oviedo (Puerto Cortés, 1944) es una escritora hondureña que reside en San Pedro Sula.

## Trayectoria
Estudió Administración de empresas en el Instituto de Administración de Empresas Centroamericano (INCAE) y trabajó en la Cámara de Comercio e Industrias de Cortés (CCIC). Dirigió la Asociación Hotelera de Honduras entre 1985 y 1990. Fue miembro de la Cámara de Turismo.
Realizó una importante gestión cultural y social, patrocinando eventos de pintura, música y letras. Fue socia fundadora del Centro Cultural Infantil de San Pedro Sula (CCI) y ha colaborado activamente en directivas de diversas organizaciones culturales.
Formó parte del consejo de redacción de Umbrales, del suplemento del diario Tiempo y ha colaborado con revista Tragaluz y el Suplemento Cronopios escribiendo artículos antropológicos y culturales,
En 1999 escribe su primer libro, la novela breve "Melodía de silencios" a la que continúan otras que incorporan temáticas históricas de Honduras.

## Publicaciones
- Melodía de silencios, 1999
- Animalario, 2002
- Memoria de las sombras, 2005
- Buscando el Paraíso, 2010
- El rapto de la Sevillana, 2015
- 100 años haciendo historia

## Premios y reconocimientos
- Miembro de la Academia Hondureña de la Lengua.

- Reconocimiento del Banco del País que honra a hondureños ilustres que promueven lo valores patrios. 2015
- Miembro honorario del Club Rotario de San Pedro Sula en 2009[4]
- Distinción especial de la Muestra Pictórica de San Pedro Sula en el año 2008.
- Mujer del Año Centro Cultural Sampedrano 2007
- Distinción del Jurado Calificador del Premio Casa de las Américas, de Cuba,  2005 por el libro Memoria de las sombras.[2]